# NGC 19
NGC 19 é uma galáxia espiral barrada (SBbc) localizada na direcção da constelação de Andromeda. Possui uma declinação de +32° 58' 58" e uma ascensão recta de 0 horas, 10 minutos e 40,8 segundos.
A galáxia NGC 19 foi descoberta em 20 de Setembro de 1885 por Lewis A. Swift.